# Frontera entre Birmania y Laos
La frontera entre Laos y Birmania es una línea de 238 kilómetros de extensión en sentido noreste-suroeste, que separa el este Birmania del oeste de Laos. En el extremo noreste está la triple frontera con China y al sureste la triple frontera con Tailandia. Su trazado está formado por el curso del río Mekong y separa el estado Shan de las provincias laosianas de Bokeo y Luang Namtha. En las proximidades se encuentra la provincia de Chiang Rai de Tailandia.
Esta frontera fue definida en 1948 con la independencia de Birmania, que había sido una colonia británica separada de la India en 1937. En 1949 Laos obtuvo una independencia provisional del dominio francés, confirmada después en 1954. Desde finales del siglo XIX Laos formaba parte de la Indochina francesa.